# Cela
Cela (iz latinščine majhna komora) ali naos (iz stare grščine: ναός pomeni tempelj) je notranji prostor v templju v klasični arhitekturi ali trgovina, ki gleda na ulico, v domači rimski arhitekturi (domus). Njeno ohišje brez sten je bilo vzorec še za druge pomene: puščavnikova ali menihova celica, od 17. stoletja dalje celica kot osnovna gradbena enota živih organizmov.

## Grški in rimski templji
V antičnih grških in rimskih templjih je cela prostor v središču stavbe, ki običajno vsebuje kultno sliko ali kip, ki predstavlja posebno božanstvo, ki ga častijo v templju. Poleg tega lahko cela vsebuje table ali podzidek za darovanje na primer votivnih kipov, dragih in poldragih kamnov, čelad, konic kopij in puščic, mečev in vojnih trofej. Nakopičeni darovi so grške in rimske templje spremenili v zakladnice in mnoge so v antiki dejansko uporabljali kot zakladnice.
Cela je bila običajno preprosta, brez oken, pravokoten prostor z vrati ali odprtim vhodom na sprednji strani v ozadju stebrišča portika. V večjih templjih je bila običajno deljena z dvema stebriščema v osrednji ladji z dvema prehodoma. Cela lahko ima tudi aditon (grško: Άδυτον ali adytum v latinščini), notranji prostor z omejenim dostopom, v katerega so smeli le duhovniki, v nekaterih religijah pa posvečen prostor ali prostor za varuhe templja.
Z redkimi izjemami so bile grške stavbe oblikovane kot peripter, ki daje celi središčno lego, na primer Partenon in Apolonov tempelj v Pestumu. Rimljani so uporabljali obliko psevdoperipter (prosto stoječi stebri na sprednji strani, stebri ob straneh sestavljajo obodni zid stavbe) s celo, pomaknjeno nazaj. Venerin tempelj v Rimu, ki ga je zgradil Hadrijan, ima dve celi urejeni eno za drugo in obdani z zunanjim peristilom.

## Etruščanski tempelj
Po Vitruviju (Book IV.7 Arhivirano 2006-01-13 na Wayback Machine.) so etruščanski tip templja (kot je Portonaccio blizu Veia) imeli tri cele, postavljene druga ob drugi, združene z dvojno vrsto stebrov na fasadi. To je popolnoma nova postavitev glede na druge vrste konstrukcij, najdene v Etruriji in na tirenski strani Italije, ki imajo eno celo s stebri ali so brez njih, podobno kot v Grčiji in na Orientu.

## Egipčanski tempelj
V helenistični kulturi ptolemajskega Egipta cela pomeni tisto, kar je skrito in neznano v notranjem svetišču egiptovskega templja, ki je v popolni temi in simbolizira stanje v vesolju pred njegovim stvarjenjem. Cela, imenovana tudi naos, ima veliko škatlastih prostorov, podobnih relikviariju. Grško besedo naos so vpeljali arheologi in opisuje osrednji prostor piramide. Proti koncu starega kraljestva je konstrukcija naosa postala podzemna gradnja neposredno v piramidi nad tlemi. V naos je peljalo veliko različnih poti in prostorov, da bi zmedli in preusmerili tatove in roparje grobov.

## Krščanske cerkve
V zgodnjekrščanski in bizantinski arhitekturi je bilo celo območje v središču cerkve namenjeno opravljanju liturgije. 
V poznejših obdobjih je bila to tudi kapelica ali meniška celica.